# Québec bashing

Le Québec bashing est un discours qui dénigre les Québécois et le Québec, le gouvernement québécois, la culture québécoise et son fonctionnement. Ce discours est plus généralisé dans le Canada anglais, où une certaine élite a toujours veillé à en établir la cohérence et dont il constitue une sorte de miroir inversé, mais on le retrouve aussi au Québec chez certains fédéralistes.
Ce dénigrement peut prendre plusieurs formes. Dans ses aspects les plus virulents, il consiste en des attaques ad hominem associant les Québécois aux racistes, aux intolérants, aux nationalistes ethniques, aux nazis ou à d'autres formes d'extrémisme. De façon générale, ces détracteurs fondent leurs jugements sur des paradigmes et des théories sociales et politiques qui assimilent la défense des intérêts collectifs de la société et du peuple québécois à du fanatisme, de l'intégrisme ou du sectarisme.

## Définition et fondements
Le Dictionnaire québécois-français propose comme équivalents à cette expression franglaise : « dénigrement systématique du Québec », « critiques anti-Québec », « cassage de Québécois » ou « québécophobie », mais c'est le terme Québec bashing qui paraît de loin être le plus utilisé. Bien que l'expression suive les règles d'usage de l'anglais, elle est surtout utilisée en français dans des textes et des déclarations publiques de journalistes, de personnalités politiques et d'intellectuels québécois.
Dans un article publié en 1999 et dans une version anglaise remaniée l'année suivante, la sociologue québécoise Maryse Potvin analyse quatre « dérapages racistes » répertoriés entre 1995 et 1998. Elle explique d'abord que presque toutes les représentations nationales comportent deux fondements, soit « une certaine dose d’universalisme, fondée sur la Raison et sur l'idée d'un contrat civique » et « une dose d’ethnicisme, voire de tribalisme », fondés sur la conviction d'une histoire partagée et d'une culture commune.
Selon Potvin, au Canada, les visions nationales canadienne et québécoise sont en concurrence, ce qui a pour effet de susciter des tensions. L'évolution parallèle des deux visions nationales ont imprégné les rapports politiques entre les Québécois eux-mêmes et entre les Québécois et les autres Canadiens.
Jadis fondées sur un rapport de domination économique, sociale et politique, les relations entre la minorité franco-catholique, principalement établie au Québec, et la majorité anglo-protestante ont évolué vers un modèle de concurrence avec la montée du mouvement en faveur de la souveraineté du Québec à compter des années 1960. Depuis, l'évolution de la situation politique au Québec et au Canada a créé « une concurrence politique entre les deux ambitions universalistes [qui] met souvent à jour une décomposition des idéaux universalistes en discours idéologiques ethnicisants ».
Appuyant son analyse sur les travaux d'Albert Memmi sur le racisme contemporain, elle dégage de son étude une série de caractéristiques de ces « dérapages ethnicisants » :
- l’usage d’arguments « universalistes », à des fins de délégitimation de l’Autre.
- leurs modes discursifs de racisation.
- leur usage des mécanismes « classiques » du racisme, c’est-à-dire la diabolisation et l’essentialisation de l’accusé.
- l’accusation par l’idée du complot, la généralisation à l’ensemble d’une population.
- la naturalisation de ses différences (réelles ou imaginaires) de langue, de culture ou de mode de vie.
- la légitimation et la justification de son statut, de sa situation, de sa négation ou éventuellement, de son agression.

## Thèmes récurrents
Certains thèmes récurrents se dégagent des allégations portées à l'endroit du Québec qui sont qualifiées de Québec bashing. On peut les regrouper en quelques grandes catégories :
- Il existerait au Québec un fort courant de racisme et de discrimination à l'égard des Québécois anglophones, des Autochtones et des minorités parce que le gouvernement du Québec impose le français comme langue commune par le biais de la Charte de la langue française. L'organisme public responsable de faire respecter la Charte, l'Office québécois de la langue française, y est décrit comme une « police linguistique » et condamné pour ce que ces auteurs qualifient d'« oppression » des minorités anglophone et allophone[9].
- Des auteurs comme Esther Delisle ou Mordecai Richler[10] affirment qu'un fort sentiment antisémite a animé le Québec au cours de la première moitié du XXe siècle et que ce sentiment explique l'évolution sociale et politique du Québec contemporain. Ces allégations sont souvent fondées sur un amalgame de certains écrits polémiques du prêtre et historien nationaliste Lionel Groulx et du leader fasciste Adrien Arcand dans les années 1920 et 1930[11]. Par extension, on assimile la société québécoise contemporaine, son gouvernement provincial et le mouvement souverainiste du Québec à une forme de nationalisme ethnique et même au national-socialisme[12].
- D'autres auteurs[Qui ?] arguent la supériorité des Canadiens d'expression anglaise sur la société québécoise ou des conceptions anglo-saxonnes de la démocratie, de la liberté individuelle ou du multiculturalisme[13]. On y dépeint parfois le Québec comme une société déficiente sur le plan économique, aux prises avec une corruption endémique et dominée par le népotisme, conséquences d'un interventionnisme de l'État québécois jugé excessif et de la présence d'un mouvement séparatiste actif[14].
- D'autres propos s'attaquent à la réputation ou à l'intégrité des leaders politiques québécois indépendantistes et questionnent leur probité[15],[16]. Dans la même veine, on a suggéré de déporter des Québécois souverainistes nés à l'étranger sur la base de leur allégeance politique[17].

## Évolution historique
Une longue suite d'incidents décrits comme du Québec bashing ont marqué l'actualité québécoise et canadienne au cours des dernières décennies. Les articles du Maclean's de Martin Patriquin et Andrew Potter ont particulièrement retenu l'attention au Québec dans les dernières années.

## Droit

### Diffamation
Le Québec bashing n'est en règle générale pas de la diffamation, car il ne vise pas des individus mais des collectivités et des institutions. La diffamation collective n'existe pas quand elle se dilue dans de grandes foules de personnes (arrêt Bou Malhab c. Diffusion Métromédia CMR inc.). En revanche, si des propos publics dénigrant le Québec peuvent s'assimiler à des propos contre des individus, par ex. lorsque Jacques Parizeau et Lucien Bouchard ont été comparés aux nazis par l'analyste financier Richard Lafferty, il y a effectivement diffamation, d'après l'arrêt Lafferty, Harwood & Partners c. Parizeau . Et bien qu'il soit exact que la diffamation vise généralement les individus, il est néanmoins possible de diffamer une personne morale.

### Discrimination
À supposer qu'un plaignant ait intérêt à agir, les critères pour les propos discriminatoires sont précisés dans l'arrêt Ward c. Québec (Commission des droits de la personne et des droits de la jeunesse). Depuis cet arrêt, des observateurs notent que les critères sont plus difficiles à atteindre qu'autrefois.

### Incitation à la haine
Le Québec bashing ne fait pas souvent l'objet de poursuites pénales pour propos haineux car les critères de l'infraction sont sévères : il faut notamment que les propos soient susceptibles d'entraîner une violation de la paix, ce qui n'est pas le cas dans la plupart des incidents de Québec bashing.

#### Autres sentiments xénophobes dans le monde
- Anglophobie
- Antiaméricanisme
- Antigermanisme
  - Revanchisme
- Francophobie
  - Ressentiment antifrançais aux États-Unis
- Islamophobie
- Racisme antinoir
- Russophobie
- Sentiment antijaponais
  - Péril jaune
- Xénophobie